# Norracoides
Norracoides is een geslacht van vlinders van de familie tandvlinders (Notodontidae).

## Soorten
- N. basinotata Wileman, 1910
- N. dubiosa Kiriakoff, 1963
- N. subnigrescens Kiriakoff, 1963